# Encefalite de São Luís
A encefalite de São Luís, Saint Louis ou St. Louis é uma doença viral transmitida pelo mosquito Culex. O vírus da encefalite de São Luís está relacionado com o vírus da encefalite japonesa e é um membro da família Flaviviridae. Esta doença ocorre principalmente os Estados Unidos, mas casos ocasionais têm sido relatados no Canadá e México. Há ainda registros da doença no Brasil. Seu nome é uma referência à cidade de St. Louis, no estado do Missouri; local onde houve uma grave epidemia em 1933.